# Labrit
Labrit (en francès Labrit) és un municipi francès situat al departament de les Landes i a la regió de la Nova Aquitània. Es troba al parçan (comarca occitana) de la Landa Gran. El nom va originar Lebret i després Albret; fou el bressol de la senyoria d'Albret, la qual va originar, més a l'est, el País de Labrit o Neraquès.

## Demografia
| 1962                                       | 1968 | 1975 | 1982 | 1990 | 1999 | 2007 |
| ------------------------------------------ | ---- | ---- | ---- | ---- | ---- | ---- |
| 699                                        | 757  | 682  | 699  | 666  | 715  | 841  |
| Des de 1962: població sense dobles comptes |      |      |      |      |      |      |

## Administració
| Període | Identitat          | Partit |
| ------- | ------------------ | ------ |
| 2001-   | Dominique Coutière | PS     |